# Franklin D. Roosevelt East River Drive

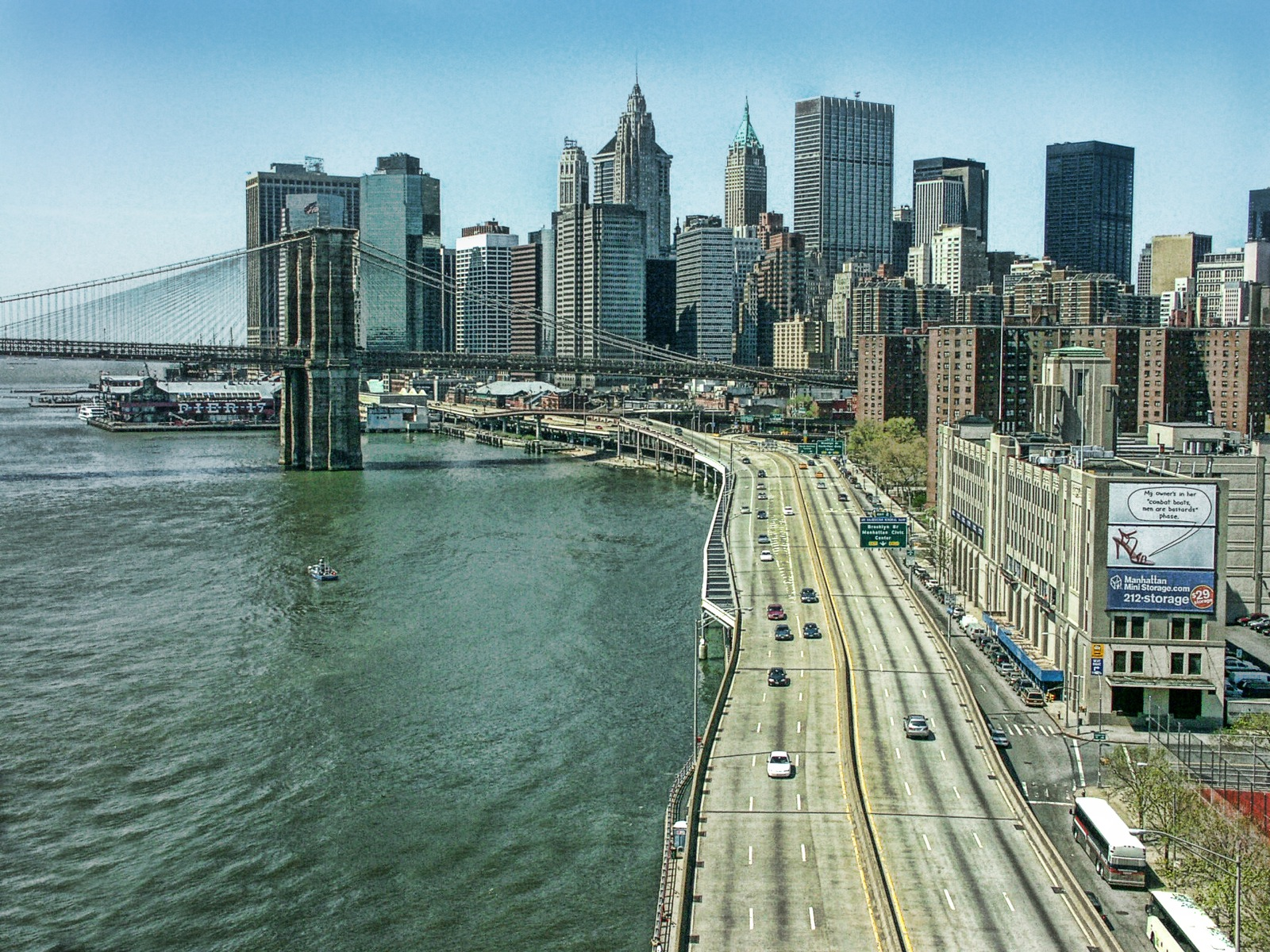
Franklin D. Roosevelt East River Drive richting Brooklyn Bridge

Franklin D. Roosevelt East River Drive (vaak FDR Drive of East Side Highway genoemd) is een vijftien kilometer lange straat langs de oostkant van Manhattan. De weg is aangelegd als autosnelweg en loopt vanaf het park The Battery noordwaarts naar 125th Street en Robert F. Kennedy Bridge waar de weg overgaat in de Harlem River Drive.
De snelweg bestaat voor het grootste deel uit drie rijstroken in beide richtingen. Een stuk onder Brooklyn Bridge waar slechts ruimte is voor twee rijstroken in zuidelijke richting en één in noordelijke richting. Een gedeelte nabij Queensboro Bridge bestaat uit twee keer twee rijstroken.
Ten noorden van 23rd Street is het maximale voertuiggewicht 3.600 kg. Bussen zijn niet toegestaan op de FDR Drive ten noorden van 23rd Street vanwege hoogte- en gewichtsbeperkingen. Commerciële voertuigen waaronder vrachtauto's zijn niet toegestaan op de hele FDR Drive.

## Geschiedenis

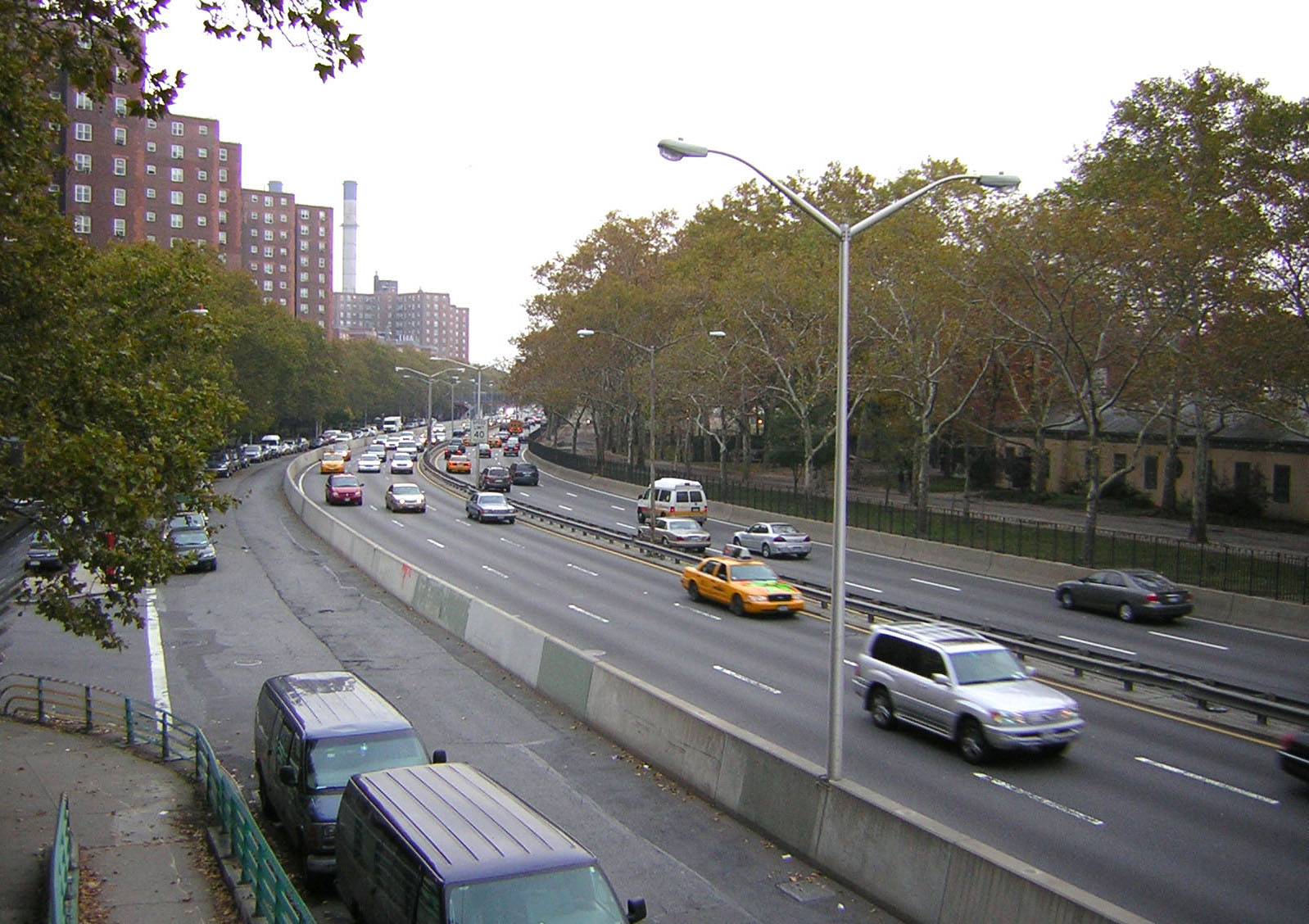
Straat gezien naar het noorden

De snelweg heette oorspronkelijk East River Drive, maar werd later hernoemd naar president Franklin Delano Roosevelt. 
Het gedeelte tussen 23rd Street en 34th Street is gebouwd op puin dat als ballast gebruikt werd door schepen die tijdens de Tweede Wereldoorlog vanuit Bristol naar New York voeren. Het puin was afkomstig van door bombardementen beschadigde bouwwerken.
De alternatieve naam East Side Highway is afgeleid van de constructie van de West Side Highway in de jaren negentig.
De voorloper van de West Side Highway aan de westelijke oever, de Miller Highway, werd ongeveer simultaan aangelegd met de FDR Drive.